# Rabby Nzingoula
Rabby Nzingoula (Lilla, 25 novembre 2005) è un calciatore francese, centrocampista del Montpellier in prestito
dallo Strasburgo.

## Biografia
Suo fratello minore Rudy Matondo è a sua volta un calciatore professionista.

## Carriera

### Club
Nzingoula è cresciuto nel settore giovanile dello Strasburgo, che lo ha acquistato nel 2022 dall'Orléans. Ha debuttato in prima squadra il 18 febbraio 2024 sostituendo Habib Diarra nell'incontro di Ligue 1 perso 3-1 contro il Lorient.
Il 28 agosto 2024 viene ceduto in prestito al Montpellier, nella prima divisione francese.

### Nazionale
Ha giocato nella nazionale francese Under-20.

## Statistiche

### Presenze e reti nei club
Statistiche aggiornate al 31 gennaio 2025.
| Stagione            | Squadra             | Campionato          | Campionato | Campionato | Coppe nazionali | Coppe nazionali | Coppe nazionali | Coppe continentali | Coppe continentali | Coppe continentali | Altre coppe | Altre coppe | Altre coppe | Totale | Totale | Totale |
| Stagione            | Squadra             | Comp                | Pres       | Reti       | Comp            | Pres            | Reti            | Comp               | Pres               | Reti               | Comp        | Pres        | Reti        | Pres   | Reti   |        |
| ------------------- | ------------------- | ------------------- | ---------- | ---------- | --------------- | --------------- | --------------- | ------------------ | ------------------ | ------------------ | ----------- | ----------- | ----------- | ------ | ------ | ------ |
| 2022-2023           | Strasburgo 2        | N3                  | 14         | 0          | -               | -               | -               | -                  | -                  | -                  | -           | -           | -           | 14     | 0      |        |
| 2023-2024           | Strasburgo 2        | N3                  | 10         | 3          | -               | -               | -               | -                  | -                  | -                  | -           | -           | -           | 10     | 3      |        |
| Totale Strasburgo 2 | Totale Strasburgo 2 | Totale Strasburgo 2 | 24         | 3          |                 | -               | -               |                    | -                  | -                  |             | -           | -           | 24     | 3      |        |
| 2023-2024           | Strasburgo          | L1                  | 6          | 0          | CF              | 1               | 0               | -                  | -                  | -                  | -           | -           | -           | 7      | 0      |        |
| 2024-2025           | Montpellier         | L1                  | 16         | 1          | CF              | 0               | 0               | -                  | -                  | -                  | -           | -           | -           | 16     | 1      |        |
| Totale carriera     | Totale carriera     | Totale carriera     | 46         | 4          |                 | 1               | 0               |                    | -                  | -                  |             | -           | -           | 47     | 4      |        |